# ملصق
الملصق هو صفحة مطبوعة من الورق أو الورق المقوى الذي يتم عرضه في الأماكن العامة. وتنقل معظم الملصقات رسالة بسيطة تجمع بين الكلمات والرسوم أو الصور. وقد تعلن الملصقات عن أحداث معينة من المسرحيات أو الأفلام أو المعارض الفنية. كما يمكن أن تعلن عن منتجات تجارية، أو تبلغ رسائل سياسية و هي إما ذات هدف تحفيزي أو تثبيطي فالتحفيزي يثير في النفس الرغبة في شيء ما أو منتج معين والتثبيطي مهمته صرف النظر عن شيء ما.

## نبذة
أصبح تصميم الملصقات شائعا عند الفنانين الأوروبيين في القرن التاسع عشر. ففي نحو عام 1866، بدأ الفنان الفرنسي جول شيريه بإنتاج أكثر من ألف ملصق ملون كبير الحجم، باستخدام الطباعة الحجرية الملونة التي كانت حديثة الاختراع. وفي التسعينات من القرن التاسع عشر، اكتسب الفنان الفرنسي هنري دو ـ تولوز لوتريك شهرة بسبب تصميماته الجميلة الواضحة للملصقات التي صممها للمسارح وقاعات الرقص. وصمم عدد من الفنانين في القرن العشرين ملصقات تم جمعها على أنها أعمال فنية.

## المواد والقياسات
تستخدم في طباعة الملصقات عدة مواد مثل الورق والفليكس و القماش والفينيل و بقياسات مختلفة أو محددة عالمياً وشهيرة مثل A4, A3, A2, A1, A0 كما توضع الملصقات على الجدار أو لوحة إعلانات مضاءة أو غير مضاءة أو تركب على حامل Stand.